# آریادنا گوتیرز
آریادنا گوتیرز (به انگلیسی: Ariadna Gutiérrez) (زاده ۲۵ دسامبر ۱۹۹۳) بازیگر، مدل و ملکه زیبایی کلمبیایی است.
از فیلم‌های معروف او می‌توان به بازی در فیلم تریپل اکس: بازگشت زندر کیج اشاره کرد.